# Bunny et Claude
Bunny et Claude (Bunny and Claude) sont deux lapins anthropomorphes, personnages des cartoons Looney Tunes, calqués sur Bonnie et Clyde. Ils ont été créés par Robert McKimson et leur première apparition date de 1968 dans le dessin animé Bunny and Claude (We Rob Carrot Patches) (1968).

## Filmographie
- Bunny and Claude (We Rob Carrot Patches) (1968)
- Le Grand Cambriolage du train de carottes (The Great Carrot-Train Robbery) (1969)